# دون ماركيز (أستاذ جامعي)
دون ماركيز (بالإنجليزية: Don Marquis)‏ هو فيلسوف أمريكي، ولد في 1935.